# Happening

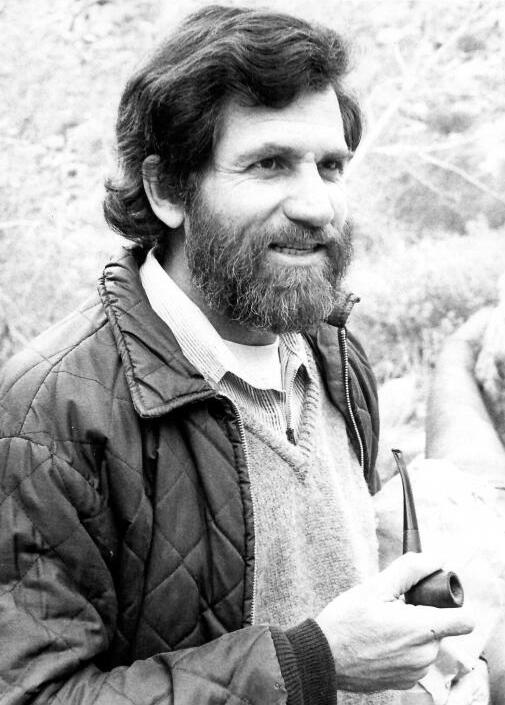
Allan Kaprow (1973)

Happening (z ang. „dzianie się”, „zdarzenie”, „wydarzenie”) – zorganizowane wydarzenie ograniczone czasowo, mające swoją dramaturgię tworzącą logiczną narrację, lub zestaw znaków: haseł, obrazów, gestów, przedmiotów, postaci w przestrzeni.

## Wstęp
Happening charakteryzuje się bezpośredniością, otwartością formalną, często z elementami improwizacji (choć powstawały również partytury happeningów), aktywizujące widza, często jako wyraz nieskrępowanej ekspresji twórczej, i otwarcia formuły dzieła, wprowadzenia akcji w czasie (happening wywodzący się z plastyki), wprowadzenia elementu amatorskiego (happening wywodzący się z teatru). W swoim przebiegu może być połączeniem akcji – czynności z przedmiotami, obiektami (często specjalnie do tego celu spreparowanymi), wytwarzaniem dźwięków. Happening może wynikać również ze specyfiki miejsca (np.: anektowanie elementów natury) itp.
Dla wielu dziedzin sztuki (plastyka, teatr, muzyka) stał się ożywczą formułą rozszerzającą obszar wąskich specjalności, realizując dzieła multimedialne i polisensoryczne. Happeningi powstały jako wynik wspólnej pracy artystów różnych dziedzin (na początku związanych z plastyką i sceną muzyczną) przy aktywnym, współuczestniczącym udziale publiczności. Pierwsze realizowane były w instytucjach sztuki, później jako wydarzenia w przestrzeni: miasta, ulicy, lotniska itp. Początkowo jako niezależna forma sztuki, z czasem stał się narzędziem komunikacji społecznej czy wyrazem postawy politycznej, jak również formą zwracania uwagi na jakiś problem.

## Geneza i historia
Śladów wystąpień tego typu można szukać u dadaistów i futurystów, jednak dopiero neoawangarda usankcjonowała je w sztuce.
Happening wywodzi się genetycznie z malarstwa abstrakcyjnego ekspresjonizmu, którego twórcy rozumieli obraz jako zapis aktu twórczego – Jackson Pollock określał obraz mianem „areny”. Ważniejszy dla niego od obrazu miał być sam akt malowania.
Podejmując ten trop, Georges Mathieu malował na scenie. Yves Klein przeprowadzał akcje, podczas których modelki pokrywały swoje ciała błękitną farbą, a następnie, według jego wskazówek, odciskały się na płótnie. Niki de Saint Phalle umieszczała farbę na płótnie przy pomocy strzelby. Na tym tle happening jawi się jako naturalna konsekwencja ewolucji artystycznych koncepcji. Na początku lat 50. Klein i John Cage zainspirowani zen powzięli podobne pomysły: Cage „skomponował” utwór 4'33" – 4 minuty 33 sekundy ciszy. Podczas premiery wykonawca zamknął pianino na początku i otworzył na koniec utworu. Publiczność została skonfrontowana z nicością, która jednak nie była zupełnie „pusta” – sala wypełniona była, normalnie niesłyszalnymi odgłosami wydawanymi przez publiczność – „wykonanie” utworu zostało przerzucone na nią. Podobnie postąpił Klein – zaprosił gości na wernisaż do galerii, z której wcześniej wyniósł wszystko, co tylko dało się wynieść. Tutaj również publiczność stanęła sama wobec siebie – wobec braku dzieła sama stała się dziełem.
Twórcą pierwszych pomysłów określonych nazwą happening był Allan Kaprow – student Cage’a, rozwijający jego koncepcję. Pierwszy happening zrealizował w 1959 r. w Nowym Jorku (18 Happenings in 6 parts) w Galerii Reuben. Wydarzenie to ma tzw. przedziałową strukturę, która składała się z niepowiązanych logicznie części, zwanych przedziałami lub zdarzeniami (events). Kaprow rozumiał happening jako „collage zdarzeń”, który powinien być realizowany na żywo, w pełni improwizowany, bez prób i możliwości powtórzeń, wykonywany przez nieprofesjonalistów i powiązany z życiem. Najbardziej interesował go taki rodzaj, który umożliwia aktywny udział publiczności. Przeciwną koncepcję happeningu prezentował Wolf Vostell. Uczestnikom swoich akcji udzielał raczej apodyktycznych instrukcji i krępował ich inicjatywę. Jego działania polegały na badaniu racjonalności lub absurdalności codziennych zdarzeń, poprzez wyjmowanie ich ze zwykłego kontekstu. Akcje te nacechowane są dużą dramaturgią, zazwyczaj polegają na poddaniu nieruchomego przedmiotu zniszczeniu (np. Neun-Nein-dé-collagen z 1963 – staranowanie za pomocą rozpędzonej lokomotywy samochodu stojącego na torach). Istotny wkład dla rozwoju tej formy miały też środowisko Fluxusu i akcjonizm wiedeński.
Paryski Maj i wykorzystanie happeningu przez jego uczestników zaznaczają zarazem szczytowy moment jego rozwoju, jak i kres jego możliwości. Dotychczasowa formuła, oparta na rozbudzaniu i podnoszeniu świadomości poprzez prowokację i spontaniczność, nie mogła być nieustannie eksploatowana. Artyści zaczęli zwracać swoją uwagę w stronę swoich własnych ciał, jak Valie Export, czy Chris Burden, a happening został zastąpiony przez performance.

## Artyści – klasycy gatunku

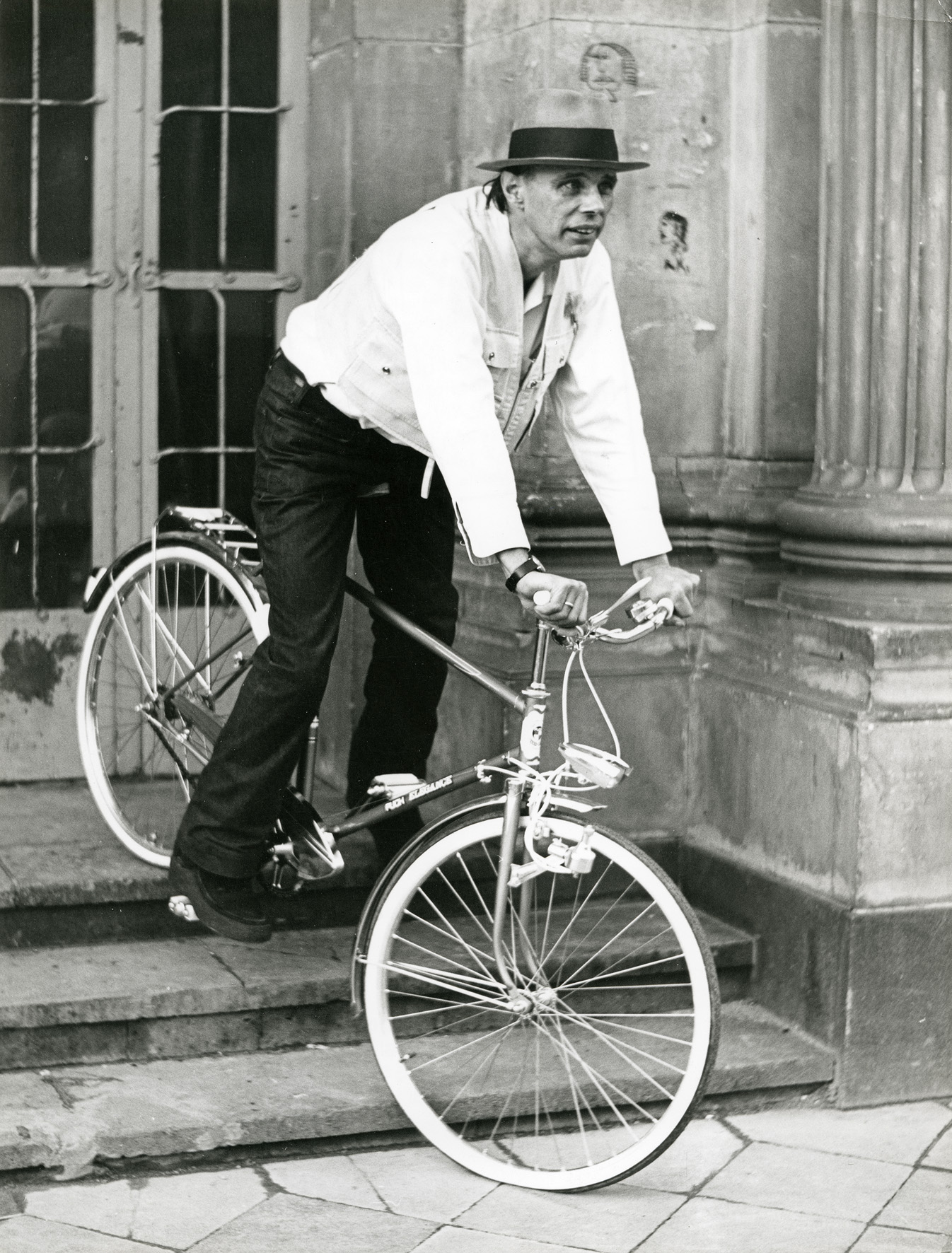
Joseph Beuys

- John Cage
- Allan Kaprow
- Wolf Vostell
- Dick Higgins
- George Brecht
- Günter Brus
- Joseph Beuys
- Otto Mühl
- Robert Morris
- Guerrilla Girls

## Happening w Polsce
Uznaje się, że pierwszy w Polsce happening zorganizował w 1960 roku w Krakowie Bogusław Schaeffer. Dwóch pianistów (Z. Krauze i J. Tilbury) wykonało wówczas na zmianę partyturę graficzną utworu Non stop (wbrew tytułowi kompozycja skończyła się po ośmiu godzinach). Specjaliści nie są jednak zgodni w kwestii pierwszego polskiego happeningu. Na pewno, z całą świadomością tego, czym jest happening, posłużył się nim Tadeusz Kantor. Podczas prac teatralnych z tekstami Stanisława Ignacego Witkiewicza poszukiwał „granic realności” i eksperymentował na granicy sztuki i życia. Jego pierwszym happeningiem był słynny Cricotage (Warszawa, 1965). W Krakowie happening ten nosił tytuł „Linia podziału”. Kiedy zafascynowani dźwiękami i ruchem widzowie nie zauważyli, że dwóch ludzi zamurowało właśnie drzwi, Kantor oświadczył, że „sytuacja jest bez wyjścia”. Kolejną realizacją był „Panoramiczny happening morski”, którego częścią był m.in. „Koncert morski” na bałtyckiej plaży w Łazach, podczas pleneru odbywającego się w pobliskich Osiekach (1967). W tym samym okresie podejmował się tworzenia happeningów Włodzimierz Borowski, np. zrealizowany w trakcie tego samego pleneru w Osiekach „VII Pokaz Synkretyczny – Zdjęcie kapelusza”, 1967.

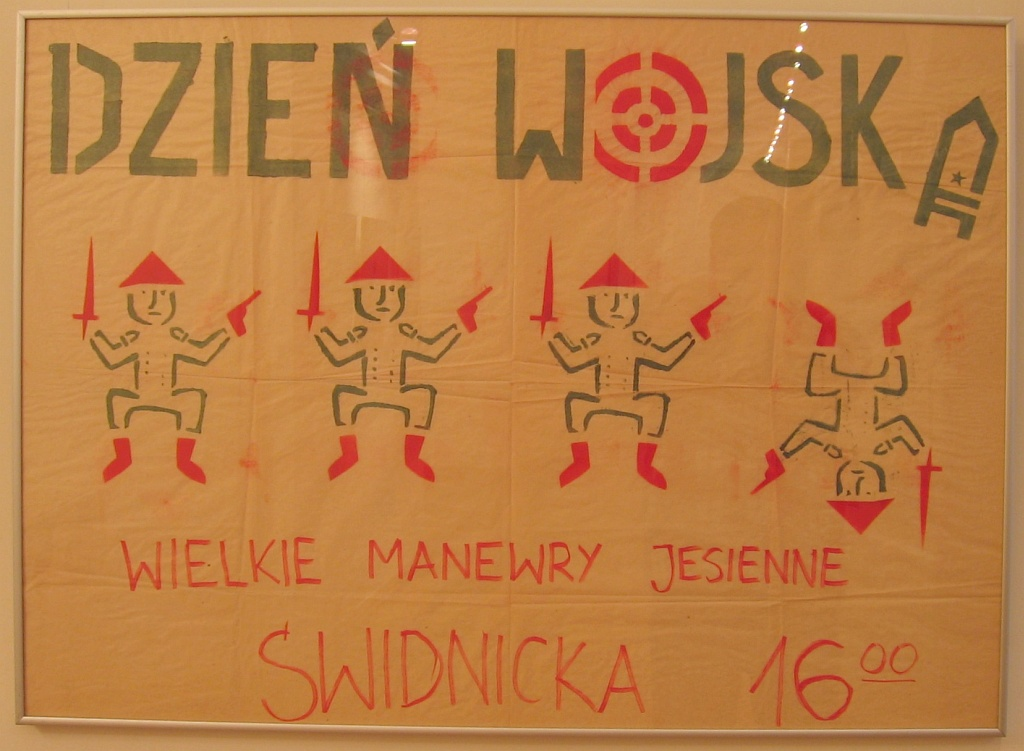
Plakat „Pomarańczowej Alternatywy”

Przykładem podejmowania takiej działalności jest działająca do dziś Pomarańczowa Alternatywa, happeningowy ruch młodzieżowy zapoczątkowany w latach osiemdziesiątych przez Majora Waldemara Fydrycha. Działalność ta miała szczególnie kontekst opozycyjny i kontestatorski. Happeningiem Pomarańczowej Alternatywy była akcja „Kijów – Warszawa – Wspólna Sprawa” popierająca pomarańczową rewolucję. Niektóre happeningi są organizowane przy koncertach takich zespołów jak Sweet Noise organizowanych przez Vahana Bego. Współczesną grupą happeningową w Polsce jest Akcja Alternatywna Naszość z Poznania kierowana przez Piotra „Lenina” Lisiewicza, wystąpienia te mają głównie charakter polityczny.
Happeningi są często elementem wykorzystywanym przy okazji manifestacji (ekologicznych, feministycznych), jak i w pracy z młodzieżą (akcje szkół, domów kultury, organizacji). Rodzajem współczesnego happeningu są akcje typu flash mob (wykonanie określonych programem czynności-akcji przez nieznających się uczestników, w publicznej przestrzeni). Często mają one charakter jedynie rozrywkowy, aktywizują jednak i dają możliwość uczestniczenia w wydarzeniu praktycznie każdemu. Przykładem może być tu „walk speak” lub „mini walk speak” (z ang. spacerowe mówienie lub małe spacerowe mówienie), spotykanie się i głośne rozmawianie uczestników o umówionej porze w konkretnym miejscu. Pomysły na tego typu akcje są dość różnorodne, a możliwościom organizacyjnym pomagają nowoczesne środki komunikacji (internet, telefonia komórkowa).